# Nina Genke-Meller
Nina Genke-Meller, auch Nina Henrichowna Genke, Nina Henrichowna Genke-Meller oder Nina Henrichowna Henke-Meller (ukrainisch Ніна Генріхівна Генке-Меллер, russisch Нина Генке-Меллер, Нина Генке; * 19. April 1893 in Moskau; † 25. Juli 1954 in Kiew), war eine ukrainisch-russische Künstlerin der Avantgarde, des Suprematismus und des Futurismus.

## Leben
Nina Genke wurde 1893 in Moskau geboren. Ihr Vater Henrich Henke stammte aus den Niederlanden und ihre Mutter Nadeschda Tichanowa war Russin. Sie heiratete am 11. August 1919 den Künstler Wadim Georgijewitsch Meller und starb 1954 in Kiew.

## Ausbildung
Genke besuchte das Privatgymnasium Lewandowskaja in Kiew. Sie beendete es im Jahr 1912. Danach studierte sie bis 1914 am Lehrerseminar Hluchiw. Dies beendete sie mit der Lehrbefähigung für russische Sprache und Geschichte. Ihre erste Stelle verlor sie, als ein Lehrer und bekannter Reaktionär namens Derewyzkyi sie der „böswilligen Perversion historischer Fakten“ und des „Kontakts mit der jüdischen Bevölkerung“ bezichtigte. Danach wurde sie in das Dorf Wesselyniwka versetzt, wo sie an der Höheren Grundschule für Frauen arbeitete und dort Geschichte, Geografie und Zeichnen unterrichtete. In Wesselyniwka lernte sie Jewhenija Prybylska kennen, eine Designkünstlerin, die das Kunstatelier im Werbowka-Folklorezentrum leitete und zu ihrer Entscheidung beitrug, eine künstlerische Laufbahn einzuschlagen. Ab 1914 besuchte sie das Atelier von Alexandra Exter, um bei ihr zu studieren, und von 1916 bis 1920 arbeitete sie eng mit Exter in deren Kiewer Studio zusammen. Dort half sie Exter bei den Entwürfen für die Inszenierung von Alexander Jakowlewitsch Tairows Famira Kifared im Moskauer Kammertheater. Erste eigenständige Arbeiten entstanden ab 1915. Sie fertigte eigene Kostümentwürfe und Theaterkulissen sowie Dekorationsarbeiten für gewebte Stoffe an.

## Werk

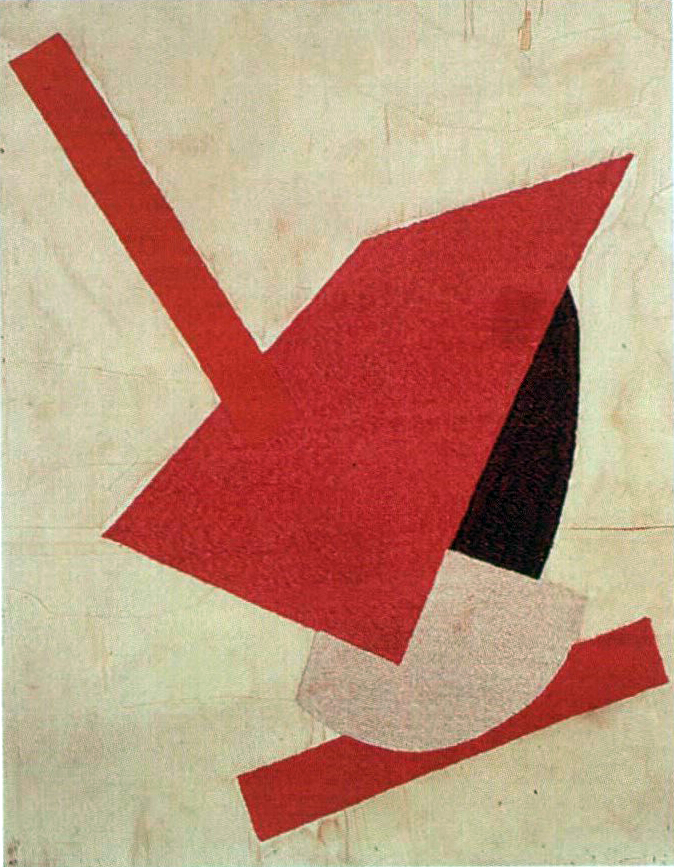
Suprematistische Komposition Genke-Meller, 1915

Nina Genke war eng mit der Gruppe „Supremus“ verbunden, die von Kasimir Sewerinowitsch Malewitsch, dem Begründer des Suprematismus, geleitet wurde. Genke wurde 1915 die Leiterin und leitende Künstlerin des Werbowka-Folklorezentrum in Kiew. Sie hielt engen Kontakt mit Prybylska, die weiterhin das Zentrum in Wesselyniwka leitete, und interessierte weitere Avantgarde-Künstler wie Malewitsch, Nadeschda Andrejewna Udalzowa, Alexandra Exter, Iwan Kljun, Iwan Puni, Ljubow Sergejewna Popowa, Olga Rosanowa oder Xenia Leonidowna Boguslawskaja für die kreative Genossenschaft der Folklorezentren.
Kurz nach der Oktoberrevolution 1917 beteiligte sich Nina Genke zusammen mit Alexandra Exter und Kliment Redko an der Dekoration der Straßen von Kiew und Odessa für die Festivitäten zur Revolution und begann, Veranstaltungen und ein Buch über Grafikdesign zu entwerfen.
Genke war eine leitende Künstlerin des futuristischen Verlags Golfstream unter der Leitung des ukrainischen Dichters und Futuristen Mychajlo Semenko. Zu der Zeit arbeitete sie auch als Grafikerin. Für die Oktober-Sammlung der Panfuturisten fertigte sie im Jahr 1923 die Illustrationen an. Zwischen 1920 und 1924 unterrichtete sie Kunst am Studio des Ukrainischen Staatszentrums. Im Jahr 1924 zog sie nach Moskau. Dort arbeitete sie als Bühnenbildnerin, Designerin für Porzellan – meist gestaltete sie Teller – und für die Tapetenherstellung. Auch war sie stellvertretende Leiterin des Ausschusses für Bildende Kunst des Vserabis.